# Influences

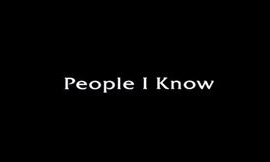
Influences (People I Know)

Influences (People I Know) est un film américain réalisé par Daniel Algrant en 2002

## Synopsis
Eli Wurman, agent de publicité à New York, organise une manifestation en faveur des immigrés qu'on doit expulser ; pour y faire participer ceux qu'il connaît, il doit aussi rendre quelques services, dont celui de faire sortir une fille de prison pour l'emmener à l'aéroport. Or cette fille meurt et Eli se retrouve au milieu d'un écheveau d'intrigues politiques ; l'amour que lui voue sa belle-sœur Victoria, veuve de son frère, le sauvera-t-il de ce monde de corruption ?

## Fiche technique
- Réalisation : Daniel Algrant
- Scénario : Jon Robin Baitz
- Production :
- Société de production :
- Photographie : Peter Deming
- Musique : Terence Blanchard
- Durée : 100 min
- Pays de production :  États-Unis /  Allemagne
- Langue : anglais
- Couleur
- Aspect Ratio : 1.85 : 1
- Son : Dolby Digital
- Classification : USA : R (langage grossier, usage de drogue et images de type sexuel) / Canada : 14A

## Distribution
- Al Pacino (VF : José Luccioni) : Eli Wurman
- Kim Basinger (VF : Frédérique Tirmont) : Victoria Gray
- Ryan O'Neal (VF : Bernard Tiphaine) : Cary Launer
- Téa Leoni (VF : Rafaèle Moutier) : Jilli Hopper
- Richard Schiff (VF : Hervé Jolly) : Elliot Sharansky
- Bill Nunn (VF : Saïd Amadis) : révérend Lyle Blunt
- Laurine Towler (VF : Nathalie Karsenti) : Julia Stone
- Robert Klein : Dr Sandy Napier
- Mark Webber : Ross
- Peter Gerety (VF : Patrick Messe) : Norris Volpe
- Lisa Emery (VF : Céline Monsarrat) : Elsa Nye
- Ben Shenkman : l'annonceur radio (voix)